# Time-Bin-Konfiguration
Die Time-Bin-Konfiguration (englisch: time-bin-implementation, TBI) ist ein spezielles, experimentelles Setup für die Realisierung der Time-Bin-Kodierung.

## Allgemeines

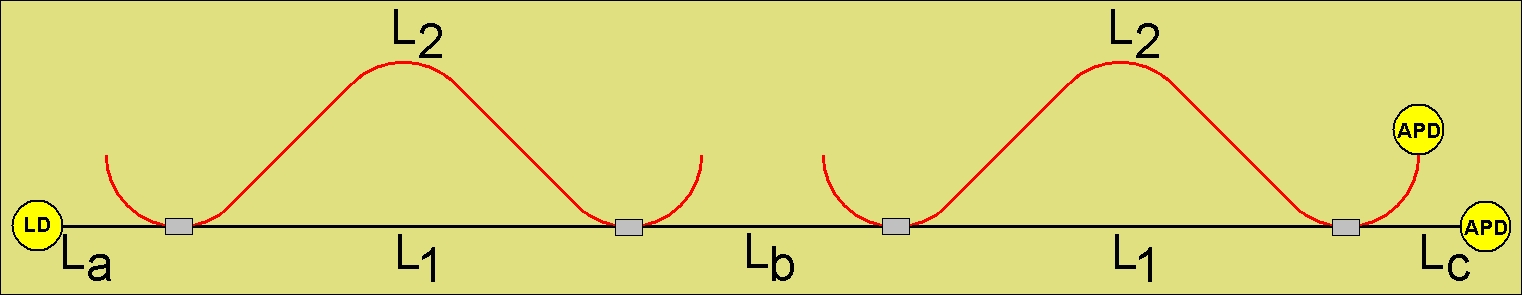
Ein mögliches Setup der Time-Bin-Konfiguration mit zwei faseroptischen MZI. Am Anfang der Interferometerkette befindet sich eine Laserdiode (LD), am Ende zwei Detektoren vom Typ Avalanche-Photodioden (APD).

Die Time-Bin-Kodierung ist eine Möglichkeit, um ein Qubit auf einem Photon zu kodieren. Das einfachste Setup für die Durchführung der Kodierung besteht aus einem Mach-Zehnder-Interferometer (MZI), durch das ein einzelnes Photon geleitet wird. Befindet sich innerhalb des Interferometers ein phasenverschiebendes Element {\displaystyle \varphi }, besitzt das austretende Photon ein aufkodiertes Qubit der Form:
{\displaystyle |\psi \rangle ={|0\rangle +\mathrm {e} ^{-i\cdot \varphi }\cdot |1\rangle  \over {\sqrt {2}}}}
Eine Messung innerhalb der nun vorliegenden Basen {\displaystyle \left\{{\left|{\left.0\right\rangle ,\left|{\left.1\right\rangle }\right.}\right.}\right\}} erfolgt über die Ankunftszeit des Photons. Die Messung mit anderen, weiteren Basen kann erreicht werden, indem man das Photon durch ein zweites MZI laufen lässt. Sind beide Interferometer identisch (außer {\displaystyle \varphi }), spricht man vom Vorliegen einer Time-Bin-Konfiguration.
Die TBI ist die quantenmechanische Erweiterung des Delay-Line-Interferometers und damit ein optischer DPSK-Wandler.

## Voraussetzungen
Das in die Interferometer eingestrahlte Photon besitzt die Zustandsgleichung:
{\displaystyle |\psi \rangle =A_{1}\cdot |0\rangle +A_{2}\cdot |1\rangle }
Dabei wird festgelegt, dass hier der Zustand {\displaystyle |0\rangle } den Fall „Photon entlang des kurzen Pfades“ und der Zustand {\displaystyle |1\rangle } den Fall „Photon entlang des langen Pfades“ darstellt. Die komplexwertig vorliegende Leistung am Detektor kann berechnet werden über:
{\displaystyle P(\psi _{\bullet })=|\langle \psi ||\psi _{\bullet }\rangle |^{2}=|Q(\psi _{\bullet })|^{2}}
Mit:
{\displaystyle A_{1}^{2}+A_{2}^{2}=1}
Aus dem Real- {\displaystyle \Re } und Imginäranteil {\displaystyle \Im } von {\displaystyle P(\psi _{\bullet })} ist die vollständige Systemantwort der TBI berechenbar.

## Konventionen

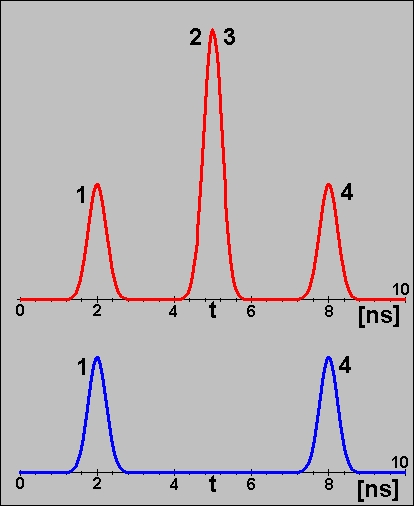
Aus den Konventionen ableitbare Detektorsignale für aus Pfad 1, aus Pfad 4 und dem Zentralimpuls aus den Pfaden 2 und 3. In Abhängigkeit von und kommt es zu einer konstruktiven (rot) oder destruktiven (blau) Interferenz für, jedoch nicht für die Satelliten.

Das Photon hat vier Möglichkeiten (Pfade) zu einem der zwei Detektoren am Ende der TBI zu gelangen:
- Pfad 1, Index K: über die jeweils kurzen Arme der beiden MZI

- Pfad 2, Index M: über den kurzen Arm des ersten MZI und über den langen Arm des zweiten MZI

- Pfad 3, Index M: über den langen Arm des ersten MZI und über den kurzen Arm des zweiten MZI

- Pfad 4, Index L: über die jeweils langen Arme der beiden MZI

Da Pfad 2 und 3 identisch sind (außer {\displaystyle \varphi }), besitzen diese Pfade den gleichen Index.
Damit besteht das Signal am Detektor aus einem vorauseilenden Satelliten {\displaystyle S_{1}}, dem mittigen Zentralimpuls {\displaystyle Z} und dem nacheilenden zweiten Satelliten {\displaystyle S_{2}}.

## Zustandsfunktionen
Aus den Konventionen sind folgende Zustandsfunktionen ableitbar:
- Allgemein

{\displaystyle Q(\psi _{\bullet })=(A_{1}\cdot |0\rangle +A_{2}\cdot |1\rangle )\cdot \psi _{\bullet }}
- Kurzer Pfad - S1

{\displaystyle Q(\psi _{K})=(A_{1}\cdot |0\rangle +A_{2}\cdot |1\rangle )\cdot (A_{1}\cdot |0\rangle +A_{2}\cdot |0\rangle )}
- Mittlerer Pfad - Z

{\displaystyle Q(\psi _{M})=2\cdot (A_{1}\cdot |0\rangle +A_{2}\cdot |1\rangle )\cdot (A_{1}\cdot |0\rangle +A_{2}\cdot \mathrm {e} ^{-j\cdot \varphi _{1}}\cdot |1\rangle )\cdot (A_{1}\cdot |0\rangle +A_{2}\cdot \mathrm {e} ^{-j\cdot \varphi _{2}}\cdot |1\rangle )}
- Langer Pfad - S2

{\displaystyle Q(\psi _{L})=(A_{1}\cdot |0\rangle +A_{2}\cdot |1\rangle )\cdot (A_{1}\cdot e^{-j\cdot (\varphi _{1}+\varphi _{2})}\cdot |1\rangle +A_{2}\cdot \mathrm {e} ^{-j\cdot (\varphi _{1}+\varphi _{2})}\cdot |1\rangle )}

## Konfigurationen

### Ein-Teilchen-Interferenz
Das Photon interferiert mit sich selbst, darstellbar über:
{\displaystyle Q(\psi _{\gamma })(A_{1},A_{2},|0\rangle ,|1\rangle )=(A_{1}\cdot |0\rangle +A_{2}\cdot |1\rangle )\cdot (A_{1}\cdot |0\rangle +A_{2}\cdot |1\rangle )}
{\displaystyle \Rightarrow }
{\displaystyle {\begin{matrix}\Re (Q(\psi _{\gamma }))=1\quad &\quad \Im (Q(\psi _{\gamma }))=0\end{matrix}}}
{\displaystyle \Rightarrow }
{\displaystyle P(\psi _{\gamma })=1}

### Prinzipieller Fall
- S1

{\displaystyle P(\psi _{K})(A_{1},A_{2},|0\rangle ,|1\rangle ,\varphi _{1},\varphi _{2})=(A_{1}\cdot |0\rangle +A_{2}\cdot |1\rangle )^{2}\cdot (A_{1}\cdot |0\rangle +A_{2}\cdot |0\rangle )^{2}}
- S2

{\displaystyle P(\psi _{L})(A_{1},A_{2},|0\rangle ,|1\rangle ,\varphi _{1},\varphi _{2})=(A_{1}\cdot |0\rangle +A_{2}\cdot |1\rangle )^{2}+(A_{1}\cdot |1\rangle +A_{2}\cdot |1\rangle )^{2}}
- Z mit zwei EOM

{\displaystyle P(\psi _{M})(A_{1},A_{2},|0\rangle ,|1\rangle ,\varphi _{1},\varphi _{2})=4\cdot (A_{1}\cdot |0\rangle +A_{2}\cdot |1\rangle )^{2}\cdot (\Im ^{2}+\Re ^{2})}
Mit:
{\displaystyle \Re =A_{1}\cdot A_{1}\cdot |0\rangle \cdot |0\rangle +A_{1}\cdot A_{2}\cdot |0\rangle \cdot |1\rangle \cdot (\cos \varphi _{1}+\cos \varphi _{2})+A_{2}\cdot A_{2}\cdot |1\rangle \cdot |1\rangle \cdot \cos(\varphi _{1}+\varphi _{2})}
{\displaystyle \Im =A_{1}\cdot A_{2}\cdot |0\rangle \cdot |1\rangle \cdot (\sin \varphi _{1}+\sin \varphi _{2})+A_{2}\cdot A_{2}\cdot |1\rangle \cdot |1\rangle \cdot \sin(\varphi _{1}+\varphi _{2})}
- Z mit einem EOM

{\displaystyle P(\psi _{M})(A_{1},A_{2},|0\rangle ,|1\rangle ,\varphi _{1},\varphi _{2}=0)=4\cdot (A_{1}\cdot |0\rangle +A_{2}\cdot |1\rangle )^{4}\cdot (A_{1}\cdot A_{1}\cdot |0\rangle \cdot |0\rangle +2\cdot A_{1}\cdot A_{2}\cdot |0\rangle \cdot |1\rangle \cdot \cos \varphi _{1}+A_{2}\cdot A_{2}\cdot |1\rangle \cdot |1\rangle )}

### Allgemeine Time-Bin-Konfiguration

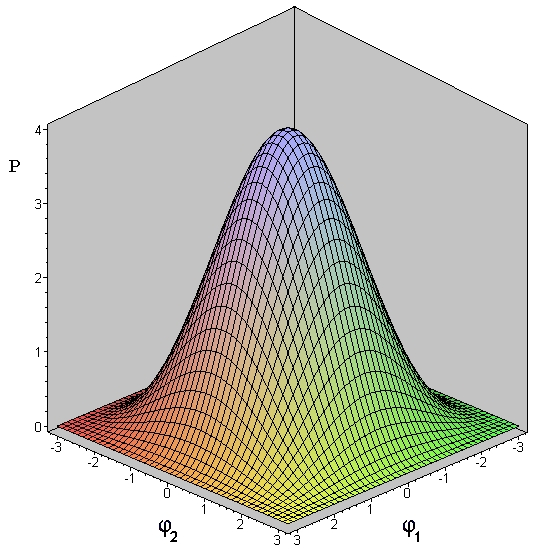
Die Leistung des Zentralimpulses einer idealen TBI in Abhängigkeit von und.

- S1

{\displaystyle P(\psi _{K})(A_{1},A_{2},\varphi _{1},\varphi _{2})={\frac {1}{4}}\cdot {(A_{1}+A_{2})^{4}}}
- S2

{\displaystyle P(\psi _{L})(A_{1},A_{2},\varphi _{1},\varphi _{2})={\frac {1}{4}}\cdot {(A_{1}+A_{2})^{4}}}
- Z mit zwei EOM

{\displaystyle P(\psi _{M})(A_{1},A_{2},\varphi _{1},\varphi _{2})={\frac {1}{2}}\cdot (A_{1}\cdot A_{2})^{2}\cdot (\Im ^{2}+\Re ^{2})}
Mit:
{\displaystyle \Re =A_{1}\cdot A_{1}+A_{1}\cdot A_{2}\cdot (\cos \varphi _{1}+\cos \varphi _{2})+A_{2}\cdot A_{2}\cdot \cos(\varphi _{1}+\varphi _{2})}
{\displaystyle \Im =A_{1}\cdot A_{2}\cdot (\sin \varphi _{1}+\sin \varphi _{2})+A_{2}\cdot A_{2}\cdot \sin(\varphi _{1}+\varphi _{2})}
- Z mit einem EOM

{\displaystyle P(\psi _{M})(A_{1},A_{2},\varphi _{1},\varphi _{2}=0)={\frac {1}{2}}\cdot (A_{1}+A_{2})^{4}\cdot (A_{1}\cdot A_{1}+2\cdot A_{1}\cdot A_{2}\cdot \cos \varphi _{1}+A_{2}\cdot A_{2})}

### Ideale Time-Bin-Konfiguration
- S1

{\displaystyle P(\psi _{K})(\varphi _{1},\varphi _{2})=1}
- S2

{\displaystyle P(\psi _{L})(\varphi _{1},\varphi _{2})=1}
- Z mit zwei EOM

{\displaystyle P(\psi _{M})(\varphi _{1},\varphi _{2})={\frac {1}{4}}\cdot (\Im ^{2}+\Re ^{2})}
Mit:
{\displaystyle \Re =1+\cos \varphi _{1}+\cos \varphi _{2}+\cos(\varphi _{1}+\varphi _{2})}
{\displaystyle \Im =\sin \varphi _{1}+\sin \varphi _{2}+\sin(\varphi _{1}+\varphi _{2})}
- Z mit einem EOM

{\displaystyle P(\psi _{M})(\varphi _{1},\varphi _{2}=0)=4\cdot \cos ^{2}{\frac {\varphi _{1}}{2}}}

### Reale Time-Bin-Konfiguration mit der Imbalanceη
Im praktischen Betrieb eines experimentellen Setups für die TBE in Time-Bin-Konfiguration kommt es unter anderen zu Asymmetrien an den Strahlteilern (Imbalance {\displaystyle 0\leq \eta \leq 2}) und/oder zu einer Dämpfung an den notwendigen Spleißen (Imperfektion {\displaystyle 0\leq \chi \leq 2}). Diese Verluste führen zu den Berechnungsgrundlagen einer realen TBI.
- S1

{\displaystyle P(\psi _{K})(\eta ,\varphi _{1},\varphi _{2})=1}
- S2

{\displaystyle P(\psi _{L})(\eta ,\varphi _{1},\varphi _{2})=1}
- Z mit zwei EOM

{\displaystyle P(\psi _{M})(\eta ,\varphi _{1},\varphi _{2})={\frac {1}{4}}\cdot (\Im ^{2}+\Re ^{2})}
Mit:
{\displaystyle \Re =\eta ^{2}+\eta \cdot (2-\eta )\cdot (\cos \varphi _{1}+\cos \varphi _{2})+(2-\eta )^{2}\cdot \cos(\varphi _{1}+\varphi _{2})}
{\displaystyle \Im =\eta \cdot (2-\eta )\cdot (\sin \varphi _{1}+\sin \varphi _{2})+(2-\eta )^{2}\cdot \sin(\varphi _{1}+\varphi _{2})}
- Z mit einem EOM

{\displaystyle P(\psi _{M})(\eta ,\varphi _{1},\varphi _{2}=0)=\eta ^{2}+2\cdot \eta \cdot (2-\eta )\cdot \cos \varphi _{1}+(2-\eta )^{2}}

### Reale Time-Bin-Konfiguration mit der Imperfektionχ
- S1

{\displaystyle P(\psi _{K})(\chi ,\varphi _{1},\varphi _{2})=\chi ^{2}}
- S2

{\displaystyle P(\psi _{L})(\chi ,\varphi _{1},\varphi _{2})=(2-\chi )^{2}}
- Z mit zwei EOM

{\displaystyle P(\psi _{M})(\chi ,\varphi _{1},\varphi _{2})={\frac {1}{4}}\cdot (\Im ^{2}+\Re ^{2})}
Mit:
{\displaystyle \Re =\chi ^{2}+\chi \cdot (2-\chi )\cdot (\cos \varphi _{1}+\cos \varphi _{2})+(2-\chi )^{2}\cdot \cos(\varphi _{1}+\varphi _{2})}
{\displaystyle \Im =\chi \cdot (2-\chi )\cdot (\sin \varphi _{1}+\sin \varphi _{2})+(2-\chi )^{2}\cdot \sin(\varphi _{1}+\varphi _{2})}
- Z mit einem EOM

{\displaystyle P(\psi _{M})(\chi ,\varphi _{1},\varphi _{2}=0)=\chi ^{2}+2\cdot \chi \cdot (2-\chi )\cdot \cos \varphi _{1}+(2-\chi )^{2}}

### Reale Time-Bin-Konfiguration mit ungekoppelter Imbalance und Imperfektionη, χ

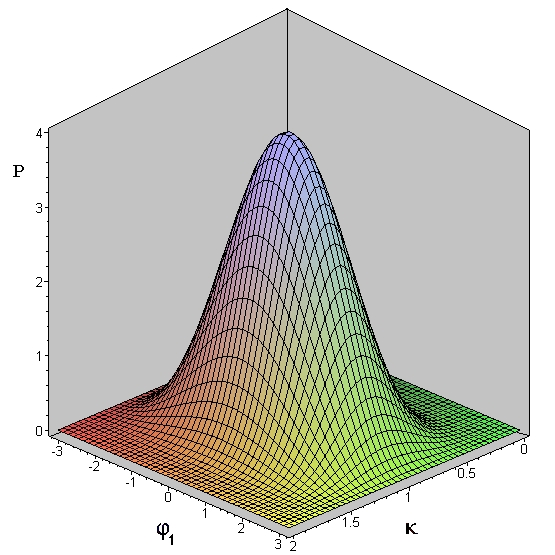
Die Leistung des Zentralimpulses einer realen TBI in Abhängigkeit von und.

- S1

{\displaystyle P(\psi _{K})(\eta ,\chi ,\varphi _{1},\varphi _{2})={\frac {1}{4}}\cdot \chi ^{2}\cdot (\eta \cdot \chi +(2-\eta )\cdot (2-\chi ))^{2}}
- S2

{\displaystyle P(\psi _{L})(\eta ,\chi ,\varphi _{1},\varphi _{2})={\frac {1}{4}}\cdot (2-\chi )^{2}\cdot (\eta \cdot \chi +(2-\eta )\cdot (2-\chi ))^{2}}
- Z mit zwei EOM

{\displaystyle P(\psi _{M})(\eta ,\chi ,\varphi _{1},\varphi _{2})={\frac {1}{16}}\cdot (\eta \cdot \chi +(2-\eta )\cdot (2-\chi ))^{2}\cdot (\Im ^{2}+\Re ^{2})}
Mit:
{\displaystyle \Re =\eta ^{2}\cdot \chi ^{2}+\eta \cdot (2-\eta )\cdot \chi \cdot (2-\chi )\cdot (\cos \varphi _{1}+\cos \varphi _{2})+(2-\eta )^{2}\cdot (2-\chi )^{2}\cdot \cos(\varphi _{1}+\varphi _{2})}
{\displaystyle \Im =\eta \cdot (2-\eta )\cdot \chi \cdot (2-\chi )\cdot (\sin \varphi _{1}+\sin \varphi _{2})+(2-\eta )^{2}\cdot (2-\chi )^{2}\cdot \sin(\varphi _{1}+\varphi _{2})}
- Z mit einem EOM

{\displaystyle P(\psi _{M})(\eta ,\chi ,\varphi _{1},\varphi _{2}=0)={\frac {1}{16}}\cdot (\eta \cdot \chi +(2-\eta )\cdot (2-\chi ))^{4}\cdot (\eta ^{2}\cdot \chi ^{2}+2\cdot \eta \cdot (2-\eta )\cdot \chi \cdot (2-\chi )\cdot \cos \varphi _{1}+(2-\eta )^{2}\cdot (2-\chi )^{2})}

### Reale Time-Bin-Konfiguration mit gekoppelter Imbalance und Imperfektionκ
Mit {\displaystyle 0\leq \kappa \leq 2} und {\displaystyle \eta =\kappa } sowie {\displaystyle \chi =2-\kappa }.
- S1

{\displaystyle P(\psi _{K})(\kappa ,\varphi _{1},\varphi _{2})=\kappa ^{2}\cdot (2-\kappa )^{4}}
- S2

{\displaystyle P(\psi _{L})(\kappa ,\varphi _{1},\varphi _{2})=\kappa ^{4}\cdot (2-\kappa )^{2}}
- Z mit zwei EOM

{\displaystyle P(\psi _{M})(\kappa ,\varphi _{1},\varphi _{2})={\frac {1}{4}}\cdot \kappa ^{6}\cdot (2-\kappa )^{6}\cdot (\Im ^{2}+\Re ^{2})}
Mit:
{\displaystyle \Re =1+\cos \varphi _{1}+\cos \varphi _{2}+\cos(\varphi _{1}+\varphi _{2})}
{\displaystyle \Im =\sin \varphi _{1}+\sin \varphi _{2}+\sin(\varphi _{1}+\varphi _{2})}
- Z mit einem EOM

{\displaystyle P(\psi _{M})(\kappa ,\varphi _{1},\varphi _{2}=0)=4\cdot \kappa ^{6}\cdot (2-\kappa )^{6}\cdot \cos ^{2}{\frac {\varphi _{1}}{2}}}

## Implementation

Ein alternatives Setup zur Durchführung der TBE. Zwei Michelson-Interferometer in TBI. Die Animation zeigt die Entwicklung der Satelliten und, sowie des Zentralimpulses bis an den Ausgang der Anordnung.

Ein großer Vorteil der TBI ist die Eigenschaft, dass auf dem Weg zwischen Sender und Empfänger nur eine Faser oder eine Freiraumstrahlstrecke etabliert werden muss. Das ermöglicht die Beschränkung der Temperaturstabilisierung auf die Interferometer. Der Nachteil daraus ist die geforderte, schwer zu realisierende mechanische und optische Gleichheit der Interferometer. Daher muss neben der Temperaturstabilisierung auch eine optische Stabilisierung realisiert werden. Genutzt werden kann dazu eine Delay-line für die grobe Anpassung im {\displaystyle 10^{-3}}-m-Bereich (mm), für Weglängenunterschiede um {\displaystyle 10^{-6}} m (μm) einen Faserstretcher und für Unterschiede im Bereich der Wellenlänge {\displaystyle 10^{-9}} m (nm) den elektrooptischen Modulator (EOM).
Da mit einem einzelnen Photon kein Regelsystem aufgebaut werden kann, wird ein weiterer Laserstrahl im Abstand der Einzelphotonenwellenlänge mit in die Interferometer eingekoppelt. Dieser übernimmt neben der Erhaltung der optischen Stabilität auch die technologisch notwendige Kommunikation zwischen Sender und Empfänger.
Für den Aufbau und für das Zeigen der Machbarkeit kann statt einer teuren Einzelphotonenquelle (SPS) vorerst auch ein stark gedämpfter Laser (engl. „attenuated laser“) genutzt werden. Die Dämpfung wird mit jedem erfolgreichen experimentellen Schritt erhöht, um später dieses Teilsetup durch eine SPS ersetzen zu können.

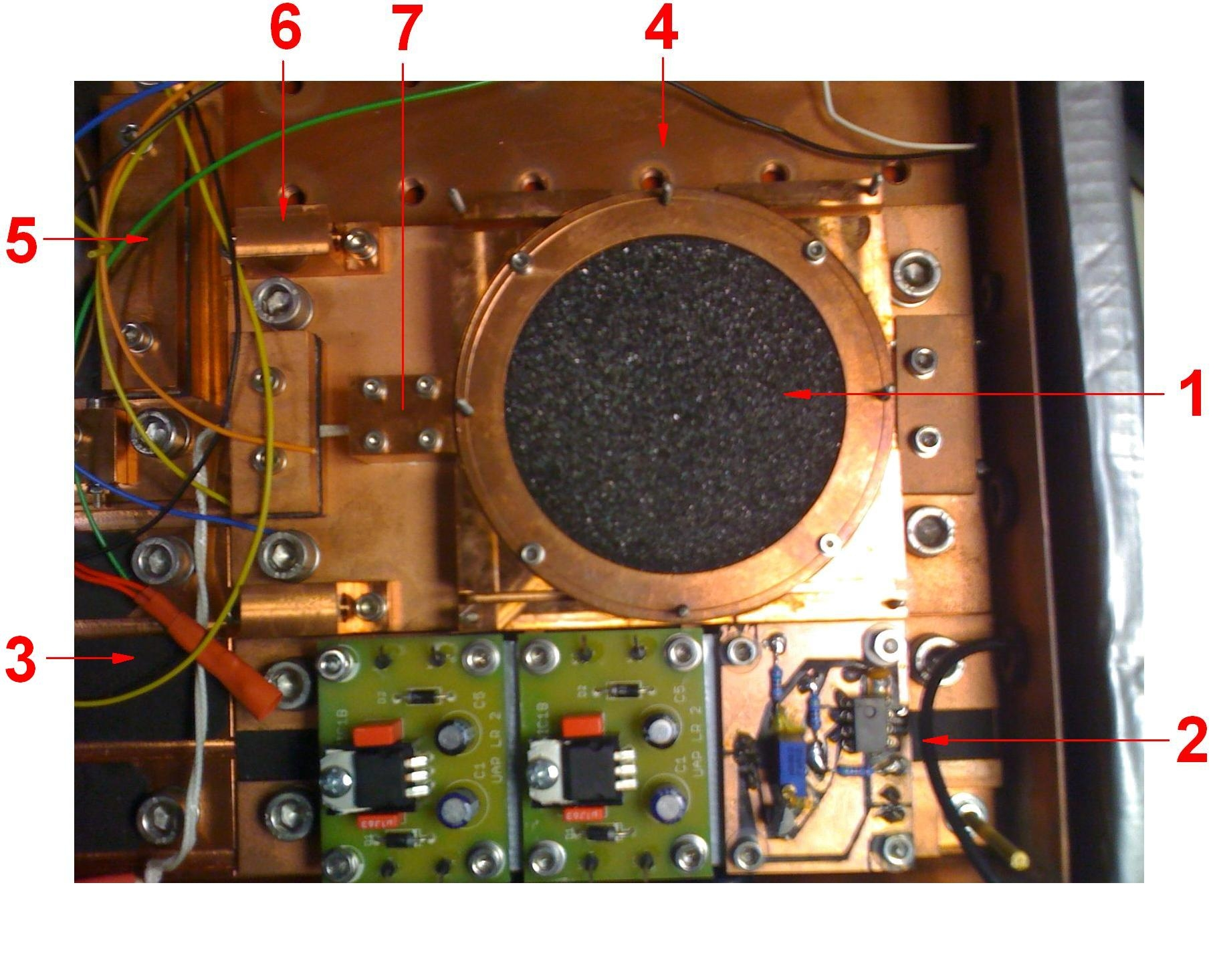
Realisierungsmöglichkeit einer Time-Bin-Konfiguration. Erläuterungen zu den Bezeichnern, siehe Text. Das Foto zeigt eine mittlere Ausbaustufe.

Für die Erprobung des experimentellen Aufbaus und für die Messungen am Ausgang des empfangenen Interferometers wird eine schnell messbare, aussagekräftige und reproduzierbare Größe benötigt, welche eine Beurteilung über die Funktionsgüte der TBI ermöglicht. Solch eine Größe ist der Interferenzkontrast (Visibilität) und/oder das Time-Bin-Kriterium.
Beispiel für die Bestandteile eines Interferometers innerhalb einer Time-Bin-Konfiguration:
1 = Faserpool zur Aufnahme von langen Fasern
2 = Stromversorgungsträger mit den Platinen für +12 V, +5 V und der Referenz +2,500 V darunter Raum für den EOM
3 = Terminalträger für die Aufnahme des 50/50-Kopplers, des Faserdummys, der Platine für die Spannungssymmetrierung
4 = Platz für den Träger des Hochspannungsnetzteils und des DAC
5 = Träger für den faserbewickelten Piezoring mit der zukünftigen Reglerplatine und dem Messwertaufnehmer (Pfeil zeigt auf einen Faserfixator)
6 = Faraday-Spiegel-Halter
7 = Temperatur-Sensor-Halter